# ایچیجو نوبوتاتسو
ایچیجو نوبوتاتسو (به ژاپنی: 一条 信龍 Ichijō Nobutatsu)؛ (۱۵۳۹ – ۱۵۸۲) یک سامورایی در دوره سنگوکو و یکی از ۲۴ ژنرال تاکدا شینگن بود.